# 钻纹龟
鑽紋龜，又名菱斑龜、金剛背泥龜，泽龟科鸡龟亚科鑽紋龜屬下的唯一一種物種，原生於美國東部及南部臨汽水海域的沼澤。
種加詞“terrapin”是來源於阿爾岡昆語族的torope。“Terrapin”在英式英語和美式英語都用於表示Malaclemys terrapin的簡稱。這種用法源於早期北美的歐洲殖民者描述這種汽水水域的龜，因為這種龜既不棲息於淡水水域，也不見於海中。現在美語中仍舊保存這種用法，僅指鑽紋龜，但在英式英語中terrapin也可指代其他半水生的龜，如紅耳龜。

## 描述

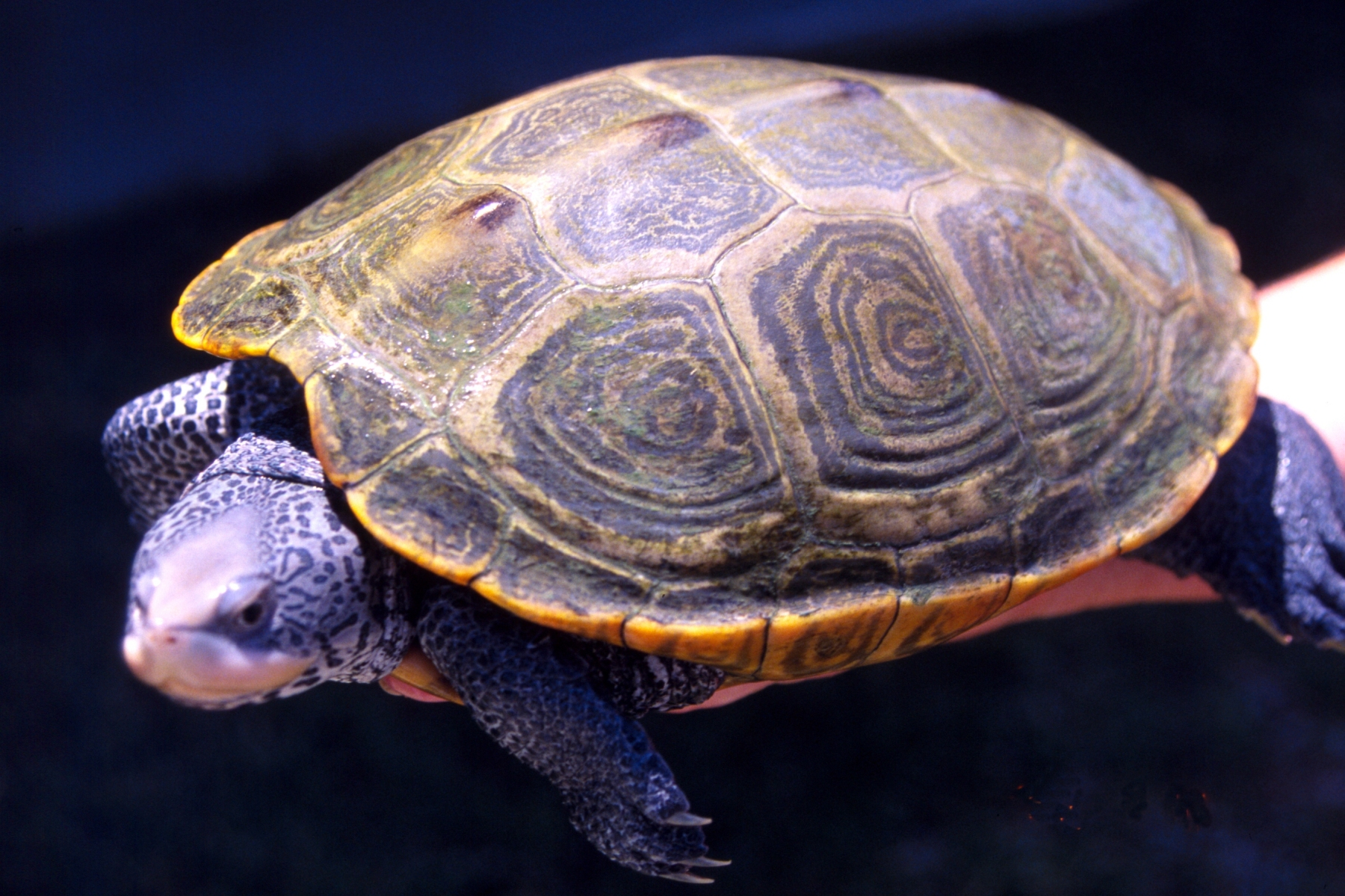
一隻成年雌性鑽紋龜背部的菱形圖案照片

鑽紋龜或菱斑龜的“鑽紋”和“菱斑”都是命名自龜殼的菱形圖案，但鑽紋龜全身的花紋和顏色也很繽紛。龜殼的顏色為褐色至灰色，身體顏色可為灰色，褐色，黃色或白色。所有的鑽紋龜在其身軀和頭部都有獨一無二的圖案，黑斑。鑽紋龜是一種兩性異形的生物，如雄性體長可長至約5英寸（13），而雌性平均體長為7.5英寸（19）。有紀錄的最大雌性鑽紋龜體長恰好超過9英寸（23）。從各地鑽紋龜的標本來看，生長於寒冷地區或更北部的品種體型沒溫暖地區的大。

## 分佈
鑽紋龜分佈範圍大，見於美國東部和南部，從北面的鱈魚角，麻薩諸塞州至南端的佛羅里達州，環美國墨西哥灣沿岸地區至得克薩斯州。

## 亞種
鑽紋龜下分的七個亞種：
- 卡罗莱那钻纹龟 Malaclemys terrapin centrata Latreille– 德州鑽紋龜[3]
- 德州钻纹龟 Malaclemys terrapin littoralis
- 锦钻纹龟 Malaclemys terrapin macrospilota Hay，1904 – 錦鑽紋龜[3]
- 密西西比钻纹龟 Malaclemys terrapin pileata Wied（英语：Prince Maximilian of Wied-Neuwied），1865 – 密西西比鑽紋龜[3]
- 红树钻纹龟 Malaclemys terrapin rhizophorarum Fowler（英语：Henry Weed Fowler）, 1906 –紅樹林鑽紋龜[3]
- Malaclemys terrapin tequesta Schwartz, 1955 – 佛羅里達東岸鑽紋龜[3]
- 佛罗里达东岸钻纹龟 Malaclemys terrapin tequesta
- 北部钻纹龟 Malaclemys terrapin terrapin Schoepff，1793 - 北部鑽紋龜[3][8][9]

## 生活周期
成年鑽紋龜會在初春時進行交配，在初夏時雌性會產下一窩約8至12隻的龜蛋，並會將蛋埋在沙丘中。到了夏末初秋時分，蛋會孵化成小龜。雄性長至成熟的4.5英寸（11）時約耗2至3年，而雌性則須6至7年才會長至成熟，彼時體長約為6.75英寸（17.1）。

## 飲食
鑽紋龜會以軟體動物和招潮蟹為食，偶爾還會吃些小魚。在人工飼養期間其會以吃飼料維生。

## 自然保護的地位
以前當地人認為鑽紋龜味道鮮味，因此捕獵行為甚為猖獗，導致當時鑽紋龜幾乎絕滅。也正因如此，在美國的羅德島州，鑽紋龜被列為瀕危物種，麻薩諸塞州將其列為受威脅物種，而在喬治亞州、特拉華州、阿拉巴馬州、路易斯安那州、北卡羅來納州和弗吉尼亞州，鑽紋龜被列入“需要關注的物種”中。然而，在聯邦自然保護中卻沒有這種生物。
其被列為《瀕危野生動植物種國際貿易公約》附錄二的物種，被限制出口及貿易。

## 與人類的關係
在18世紀的馬里蘭州，鑽紋龜的數量非常多，以至奴隸食用這種生物來補充其蛋白質。在19世紀晚期，鑽紋龜被用於製成湯，致使在切薩皮克灣一年的捕獲量達89,150英磅。在1899年，在紐約的德爾莫尼柯酒店就有用鑽紋龜製成的菜餚，按其價格排行的話，這款菜餚在該酒店紛繁的菜色中排第三。一般顧客會要求用馬里蘭或巴爾的摩出產的鑽紋龜，其價格為$2.50。儘管需求已經很高，但1920年的捕獲量更高，達到823英磅。
根據美國聯邦航空局有關飛機與野生動物相撞的紀錄，在1990-2007年間，共有18起撞擊事故是由鑽紋龜與民用飛機在機場相撞而引起的，所幸的是，沒有一起事故導致客機損壞。在2009年7月8日，紐約約翰·菲茨傑拉德·甘迺迪國際機場的航班遭到延誤，起因是因為在一個半小時內有多達78隻鑽紋龜無意間闖入機場跑道，以致飛機無法正常起飛。機場負責人相信這些闖入機場跑到的鑽紋龜的目的是去進行交配。後來，這些鑽紋龜都被安全地帶離機場，並放回野外。在2011年6月29日發生了一件相似的事件，超過150隻鑽紋龜企圖穿越4號跑道，打亂了正常的機場交通秩序。同樣，這150多隻鑽紋龜都被安全地帶離機場。

## 標志
在1994年，美國馬里蘭州將鑽紋龜列為其官方爬行動物。1993年，馬里蘭大學學院市分校更將鑽紋龜作為其暱稱（Maryland Terrapins）和吉祥物（Testudo）。該校的體育隊也被簡稱為“Terps”。